# Lijst van planeten uit Futurama
Dit is een lijst van planeten uit de animatieserie Futurama.
De serie speelt zich af in een tijd waarin intergalactische reizen normaal zijn. Derhalve bezoeken de hoofdpersonages veel andere planeten.

## Gezien/bezochte planeten
Deze planeten worden daadwerkelijk gezien of zelfs bezocht door de hoofdpersonages:
| Amazonia            | Een planeet bevolkt door enorme vrouwelijke krijgers, geleid door een grote "Femputer". Het oppervlak van de planeet is bedekt met regenwouden, meren en een paar meteoorkraters. De Amazonians houden van basketbal. De meeste mannen die in Amazonia landen worden ter dood veroordeeld. |
| Amphibios IX        | Kif Krokers thuisplaneet. Het is een jungleplaneet die voornamelijk is bedekt met regenwouden en moerassen. |
| Bum Base Alpha      | Een zeer kleine planeet die de grootste hobojungle in het kwadrant vormt. |
| Chapek IX           | Een wereld van “radicale robots” waar “mensen direct worden afgemaakt”. Bender, Leela en Fry moesten hier een pakje afleveren. De planeet is vernoemd naar de Tsjechische schrijver Karel Čapek, die het woord robot heeft bedacht. De planeet werd eeuwen geleden door een groep robots gekoloniseerd. Deze robots waren het zat om voor mensen te moeten werken en wilden hen uitmoorden. Deze robots maakten uiteindelijk de vijf Robot Elders, die nu de planeet besturen. De Robot Elders houden de bevolking van de planeet in toom met leugens over de superkrachten die mensen zouden bezitten. Bovengronds wordt de kolonie ook geleid door een robot burgemeester. Elke dag vindt er een mensenjacht plaats, maar al 146,000 dagen op rij is er geen mens gevangen of gedood. De planeet verscheen alleen in de aflevering "Fear of a Bot Planet". Op het eerste gezicht ziet de planeet er uit als een blauwgrijze planeet met evenveel land als water. De atmosfeer is ook voor mensen geschikt. |
| Cyclopia            | De thuisplaneet van Alkazar, een gedaanteveranderaar die Leela ontmoette en een relatie met haar begon in de aflevering "A Bicyclops Built For Two". Het oppervlak van de planeet lijkt in puin te liggen. Het is niet bekend of dit de echte naam van de planeet is, daar Alkazar zich voordeed als een cycloop toen hij Leela ontmoette. |
| Decapod X           | Thuisplaneet van Dr. Zoidberg en de Decapodian. Bestaat vooral uit een groot stand. |
| Aarde               | De hoofdplaneet in de serie. |
| Eternium            | Thuiswereld van de Nibblonians, het oudste ras van het universum. Bevindt zich in het centrum van het universum. |
| Mars                | De Rode planeet, leefbaar gemaakt middels terravorming. De planeet huist nu een vooraanstaande universiteit. Het westelijke halfrond is geheel eigendom van Amy Wongs ouders. Mars heeft nu een zuurstofrijke atmosfeer. De planeet zelf lijkt sterk op het Wilde Westen. De Wongs bezitten een grote ranch en veel vee, bestaande uit reusachtige kevers met koeienvlekken. |
| McPluto             | Voorheen de planeet Pluto, een dwergplaneet. Deze ijzige wereld is nu een groot pinguïnreservaat. |
| Mercurius           | Fry en Amy bezochten Mercurius om Amy's nieuwe auto uit te testen. Er lijken niet veel mensen te wonen, vooral omdat de planeet erg dicht bij de zon staat. Ondanks het gebrek aan leven heeft ook Mercurius nu een voor mensen leefbare atmosfeer. Het enige wat Fry en Amy tegenkwamen was een tankstation. |
| Near-Death Star     | Een kunstmatige planeet waar mensen van 160 en ouder naartoe worden gestuurd zodat ze op Aarde niet meer in de weg lopen. De naam is een referentie naar de Death Star uit Star Wars. |
| Neptunes            | Thuisplaneet van de Neptunians, een ras van vierarmige paarse mensachtigen waar ook Elzar de chef-kok bij hoort. De robotkerstman woont op de noordpool van Neptunes. |
| Neutral Planet      | Alles op deze planeet is grijs. Het officiële motto van de planeet is "Live free or don't". Zapp Brannigan probeerde de planeet aan te vallen in "Brannigan Begin Again". |
| Omega III           | Een verboden planeet die werd gezien in de aflevering "Where No Fan Has Gone Before". Op deze planeet bevinden zich de 79 afleveringen van de verbannen originele Star Trek serie. Thuiswereld van Melllvar, een lid van een onbekend ras dat bestaat uit gas en energie. |
| Omicron Persei VIII | Een planeet bewoond door de Omicronians, en geleid door Lrrr. Ze probeerden meerdere malen de aarde over te nemen. |
| Osiris IV           | Een planeet gelijk aan het oude Egypte, daar de twee culturen blijkbaar contact met elkaar hadden. Werd korte tijd geregeerd door Bender. |
| Pova IX             | Een planeet gezien in "The Lesser of Two Evils". Hier werd de Miss Universe wedstrijd gehouden. |
| Spa V               | Een saunaplaneet. Was ooit de thuisplaneet van een slavenkamp, maar nu wordt al het werk gedaan door een enkele Australiër. |
| Spheron I           | Een insignificante planeet die ooit werd bewoond door op ballen lijkende wezens. In de aflevering "War is the H-Word" gaf President Nixons hoofd het bevel de planeet aan te vallen. Bender overtuigde de inwoners om hun planeet voorgoed te verlaten. |
| Stumbos IV          | Een planeet met een hoge zwaartekracht, gezien in "Brannigan Begin Again". De crew moest toen kussens leveren aan het hotel dat op deze planeet is gevestigd. |
| Tarantulon VI       | Een planeet bewoond door de Spiderians. De D.O.O.P. voerde een oorlog tegen hen en bracht voor $1 triljoen aan zijde en andere schatten terug naar de Aarde. |
| Trisol              | Een woestijnplaneet met drie zonnen, en blijkbaar op water gebaseerde bewoners. Bevindt zich in de donkerste diepten van de verboden zone in de Galaxy of Terror. Fry dronk per ongeluk de keizer op en moest toen zelf de nieuwe keizer worden. Er is blijkbaar geen plantleven op de planeet. |
| Tweenis XII         | De derde wereld die door de Brainspawn werd vernietigd. |
| Venus               | Over Venus is niet veel bekend, behalve dat de planeet via terravorming is veranderd in een leefbare planeet. Er is nu een roze jungle met veel vulkanische activiteit. |
| Vergon VI           | Een planeet die niet langer bestaat. De planeet was ooit gevuld met Dark Matter, diep onder de korst. Toen alle Dark Matter was weggehaald, bleek de planeet dermate te zijn uitgehold dat er gevaar was voor implosie. Het oppervlak was zuurstofrijk. Nibbler had 1000 jaar op deze planeet doorgebracht voordat hij werd gevonden door Leela. Verder kwamen er veel andere dieren voor die nergens anders in het universum voorkwamen. De Planet Express crew had de taak om deze dieren te evacueren, maar slaagde hier niet in door een aantal onverwachte gebeurtenissen. De planeet implodeerde uiteindelijk en er bleef niets van over. Sommige van de dieren overleefden op de asteroïdeb die door de vernietiging ontstonden. |
| Wormulon            | Een planeet beroemd om de productie van een drankje genaamd Slurm. |

## Planeten genoemd in dialogen
Van deze planeten is het bestaan enkel bekend door dialogen uit de serie. Ze komen niet in beeld.
| Africon IX                 | Genoemd in "Raging Bender" op een poster in een bioscoop waarop de film 'Shaft on Africon IX' werd aangekondigd. |
| Altair                     | In "The Cyber House Rules", lopen Adlai en Leela langs een Altairean Bouquetboom. |
| Arrakis                    | Aan de Miss Universe verkiezing deed een deelneemster van Arrakis mee. |
| Aloe Vera V                | In "Bendhibition" bood Leela Fry wat aloë vera van Aloe Vera V aan. |
| De Brain Slug Planet       | Thuiswereld van de Brain Slugs. |
| Cannibalon                 | De kannibalenplaneet. |
| Cineplex XIV               | De bioscoopplaneet, waar continu popcorn naartoe moet worden gebracht. |
| Cowboy Planet              | Vernietigd in "Love and Rocket". |
| Cygnus V                   | Thuisplaneet van de Cygnoids die in de pizzeria tegenover Planet Express werken. |
| Deamenor                   | Een van de deelneemsters aan de Miss Universe verkiezing kwam van Deamenor. |
| DogDoo VII                 | Gelokaliseerd aan de rand van het universum. |
| Don Martin III             | De tweede planeet vernietigd door de Brainspawn. |
| Ebola IX                   | De virusplaneet. |
| Eden VII                   | Een planeet die met succes werd platgebombardeerd door Zapp Brannigan. |
| Fantasy Planet             | Waar iemands fantasie werkelijkheid wordt. |
| Gangster Planet I          | Vernietigd in "Love and Rocket". |
| Gangster Planet II         | Vernietigd in "Love and Rocket". |
| The Globetrotter Homeworld | Thuisplaneet van Ethan "Bubblegum" Tate, de Harlem Globetrotters, en Globetrotter University. |
| Heaven                     | Een van de deelneemsters van de Miss Universe verkiezing kwam uit Heaven. Ze was een wezen van pure energie, zonder vaste vorm.                                                                                              |
| Hoth                       | In "The Sting" schreeuwde Hermes "Sweet three toed sloth from ice planet Hoth!" Is een referentie naar Star Wars. |
| Hovering Squid World 97A   | Thuiswereld van (waarschijnlijk) de enige andere Philip J. Fry in het universum. |
| Jupiter                    | Bezit net als Mars een universiteit. |
| Klingon                    | Heeft een ambassade op vele planeten waaronder Aarde. |
| M-14                       | Een planeet waarvan de bewoners bepaalde films niet mogen zien. |
| Methane Planet             | Thuisplaneet van een van de deelneemsters van de Miss Universe verkiezing. |
| Nigel VII                  | Genoemd in "Kif Gets Knocked Up A Notch". |
| Nylar IV                   | Bewoond door de garenmensen. |
| The Octillion System       | Een galactisch systeem waar Zapp Brannigan een leger moordrobots versloeg door zijn mannen op te offeren. |
| The Planet of the Moochers | Waar de inwoners zich continu met anderen voedden. |
| Saturnus                   | Deze planeet ruikt naar dennennaalden. |
| Shrimpkin Planet           | Waarschijnlijk vernietigd kort voor de aflevering "Godfellas". |
| Sicily VIII                | De Maffiaplaneet |
| Space Earth                | Leela bezorgt hier blijkbaar iets in de laatste aflevering. |
| Space Rome                 | De eerste wereld die de Brainspawn vernietigden. |
| Unnamed Planet #2856-B     | Thuisplaneet van een deelneemsters van de Miss Universe verkiezing. |
| Urectum                    | Voorheen Uranus. De planeet werd in 2620 hernoemd om “die stomme grap voorgoed te laten ophouden”. |
| Vega IV                    | Ook bekend als de Paramecium thuiswereld. De inwoners lijken eencellige wezens, maar planten zich wel geslachtelijk voort.                                                                                                   |
| Zuban V                    | Zuban V lijkt te worden bewoond door een ras van kleine wezens die hun doden mummificeren. In "I, Roommate" bezat Professor Farnsworth de sarcofaag van keizer Nimbala, die 29 miljoen jaar geleden over de planeet heerste. |

## Fictieve/mogelijk fictieve planeten.
Vanwege de manier waarop de volgende planeten werden genoemd of gezien kan niet met zekerheid worden gezegd of ze echt bestaan in het Futurama Universum, of dat het slechts fictieve werelden zijn.
| Nintenduu 64        | Gedurende de tweede keer dat hij de "What If?" machine gebruikte, wilde Fry weten hoe het zou zijn als het leven meer was zoals in een videospel. In deze realiteit viel de planeet Nintenduu 64 de aarde aan à la Space Invaders. Deze planeet bestaat mogelijk niet in het echte universum daar hij enkel werd genoemd in een "What If?" machine scenario. |
| The Radiator Planet | Waar Fry denkt dat de "radiator woman" vandaan komen. |
| Rigel VII           | De thuisplaneet van Kang & Kodos uit The Simpsons. In de Futurama/Simpsons Infinitely Secret Crossover Crisis, gebruikte Lisa een holofoon om beelden van Rigellians op te roepen. Dit vond echter plaats in een stripboekwereld, waardoor de planeet vermoedelijk niet echt bestaat.                                                                        |
| Subterra III        | Thuisplaneet van de oogloze molmensen die volgens Alkazar (in "A Bicyclops Built for Two") de planeet Cyclopia een keer aanvielen. Het is niet bekend of deze planeet echt bestaat of dat Alkazar hem gewoon bedacht als onderdeel van zijn plan met Leela te trouwen.                                                                                       |

## Buiten de serie
Deze planeten verschenen in andere Futurama media dan de televisieserie.
| Bogad                      | Verscheen in het Futurama videospel. De Planet Express crew bezocht de planeet om hulp te vragen van Adoy (Professor Hubert Farnsworths mentor). De naam van de planeet is Dagobah achterstevoren gespeld, net zoals Adoy Yoda achterstevoren gespeld is. |
| Fedex XII                  | Verscheen in deel #2 van Futurama Comics. |
| Colgate VII                | Werd genoemd in deel Issue #3 van Futurama Comics. Is de “tandenborstelhoofdstad van het universum”. |
| Nosferatu IV               | Een vampierplaneet, verscheen in deel #3 van Futurama Comics. |
| Da Nang IV                 | Verscheen in deel 4 van Futurama Comics. Een jungleplaneet waar D.O.O.P. mee in oorlog is. |
| Panama Jack VII            | Genoemd in deel #4 van Futurama Comics door Kif Kroker. |
| Igloopiter                 | Een ijswereld uit deel #6 van Futurama Comics. |
| Alice in Wonderland Planet | Genoemd in deel #11 van Futurama Comics. |
| Mariah                     | Genoemd in deel #15 van Futurama Comics. |
| Aquarius XII               | Genoemd in deel #16 van Futurama Comics. |
| Curriculax                 | Gezien in deel #16 van Futurama Comics. Dit is een schoolplaneet. |
| Maiya Williams VII         | Gezien in deel #20 van Futurama Comics. |
| Krypton                    | Genoemd in deel #21 van Futurama Comics. |
| Mimeus VII                 | Genoemd in deel #21 van Futurama Comics. Gekoloniseerd door Frankrijk. |
| Certz VII                  | Genoemd in deel #23 van Futurama Comics. |
| Bottingham                 | Gezien in deel #25 van Futurama Comics. |
| Magmaria                   | Gezien in deel #27 van Futurama Comics. |
| Nerdanus XII               | De levende planeet in Futurama/Simpsons Infinitely Secret Crossover Crisis. |
| Sex Planet                 | Genoemd in de Futurama/Simpsons Infinitely Secret Crossover Crisis. |